# Hinos e Cânticos
Hinos E Cânticos é o segundo hinário de origem cristã e evangélica publicado no Brasil. Sua primeira edição era composta por 46 hinos e foi compilada em 1876 por Richard Holden. Atualmente está em sua 18ª edição com 686 hinos e tem os seus direitos reservados à Associação Cristã Editora.

## História
Sua primeira edição foi produzida por Richard Holden e veio à lume em 1876 com o nome "Himnos e Cânticos Espirituaes". Era uma pequena coletânea de 46 números, na forma de 38 hinos e 8 cânticos espirituais. Em 1879 surgia a 2ª edição, já com 72 hinos e 14 cânticos.
Stuart Edmund McNair e George Howes assumiram a responsabilidade de continuar a obra iniciada por Holden, e publicaram, em 1898, a 3ª edição, revista e consideravelmente aumentada, pois continha 205 hinos mais ou menos agrupados em três seções: Evangelização, Experiência Cristã e Adoração.
A partir dali as edições foram-se sucedendo, em cada uma das quais os talentosos compiladores incluíam novos cânticos e multiplicavam correções visando o aperfeiçoamento do texto.
Já na sétima edição, publicada em 1931, além dos hinos de Holden, McNair e Wright, outros hinos de William Anglin vieram enriquecer a coleção. Ele deu sua valiosa cooperação à primeira edição com música, em 1939, a qual coincidiu com a nona edição do hinário com letra. Dali em diante ele teve uma participação cada vez mais ativa na vida do hinário até seu falecimento.
Assumiram também a responsabilidade, mais tarde, Albert Clayton, José Ilídio Freire, Kenneth Jones; e a partir dos anos 70 passou a contar com a participação de Richard David Jones, James Dickie Crawford e Luiz Soares. Em 1976 a referida comissão fundou a Associação Cristã Editora, que assumiu os direitos de Hinos e Cânticos, tendo em vista um melhor amparo legal da coletânea de hinos.
Até o ano de 1939, Hinos e Cânticos Espirituais não possuía música. Os cristãos que o usavam, quando queriam encontrar as músicas dos hinos que cantavam, tinham que recorrer a outros hinários, bem como a folhas avulsas. Em 1933, Stuart Edmund McNair fundou em Teresópolis, Rio de Janeiro, a Casa Editora Evangélica, onde foi possível imprimir a primeira edição de "Hinos e Cânticos com Música". 

## Edições
Tabela com o resumo das edições documentadas do hinário. As letras "L" e "M" entre parênteses após o número da edição indicam, nessa ordem, uma edição com "letra" ou "música".
| Edição | Ano  | Qtde. de Hinos | Local | Observações    |
| ------ | ---- | -------------- | ----- | -------------- |
| 1ª (L) | 1876 | 46             | ?     | Holden         |
| 2ª (L) | 1879 | 86             | ?     | Holden         |
| 3ª (L) | 1898 | 205            | ?     | McNair e Howes |
| 7ª (L) | 1931 | ?              | ?     |                |
| 9ª (L) | 1939 | ?              | ?     | Anglin         |
| 1ª (M) | 1939 | ?              | ?     | Anglin         |

## Origem dos Hinos
Hinos e Cânticos contém diversos hinos cristãos compostos entre os séculos 16 e 20, presentes em outros hinários evangélicos, porém em diferentes versões. Há também letras e melodias feitas originalmente por membros notáveis do Movimento dos Irmãos no Brasil, tais como Stuart Edmund McNair, William Anglin, Richard Holden e Kenneth Leslie Cox.

## Hinos e Cânticos com Música
Os hinários com notação musical seguem o modelo europeu, contendo a Clave de Sol (soprano e contralto) e a Clave de Fá (tenor e baixo). Há também uma coletânea adaptada para o violão contendo cifras em tons mais baixos, para facilitar o canto congregacional, publicada em 2017 pela Associação Cristã Editora.